# The Hurt
The Hurt er en EP af Pernille Rosendahl. Det blev udgivet den 29. marts 2019.

## Spor
| #  | Titel                               | Sangskriver(e) | Længde |
| -- | ----------------------------------- | -------------- | ------ |
| 1. | "Like a Feather"                    |                | 6:55   |
| 2. | "In the Middle of the End of Times" |                | 4:18   |
| 3. | "The Hurt"                          |                | 4:53   |
| 4. | "The Hurt - Interlude"              |                | 3:28   |
| 5. | "Dreams"                            |                | 4:58   |